# Villa Vignozzi
Villa Vignozzi si trova a Vinci, in via della Torre 6.

## Storia e descrizione
Villa padronale posta nel Castello di Vinci e completamente restaurata nel Settecento,  già dei Conti Masetti da Bagnano è oggi di proprietà della famiglia Vignozzi. 
L'edificio è così descritto in un documento settecentesco: Una villa da padrone [...] con due orti e suo prato. Dalla grande terrazza si gode una splendida vista del Castello, del Montalbano e del paesaggio collinare circostante. Una veduta di Vinci, con il Castello, la chiesa di Santa Croce e la Villa Vignozzi, era riprodotta sulla prima serie delle vecchie banconote da 50.000 lire.